# 힘줄끈
힘줄끈(chordae tendineae, 단수형: chorda tendinea; tendinous cord, 구어체에서는 heart string) 또는 건삭(腱索)은 섬유성 결합 조직으로 이루어진 끈으로, 꼭지근을 심장의 방실판막(삼첨판과 승모판)을 연결한다.

## 구조
힘줄끈은 심실의 구조물로 방실판막(삼첨판과 승모판)을 꼭지근으로 연결한다. 판막의 각 첨판에 여러 개의 힘줄끈이 붙는다. 힘줄끈은 특히 말초 부위와 같이 손상되기 쉬운 부위에 엘라스틴을 포함하고 있다.

### 토다로 힘줄
토다로 힘줄(tendon of Todaro)은 아래대정맥판막과 심장정맥굴판막이 연속되어 형성되는 구조이다. 심장정맥굴이 열리는 지점과 삼첨판의 사이막첨판(septal cusp), 토다로 힘줄이 코흐 삼각형을 구성한다. 코흐 삼각형의 꼭대기에 방실결절이 위치한다.

## 기능

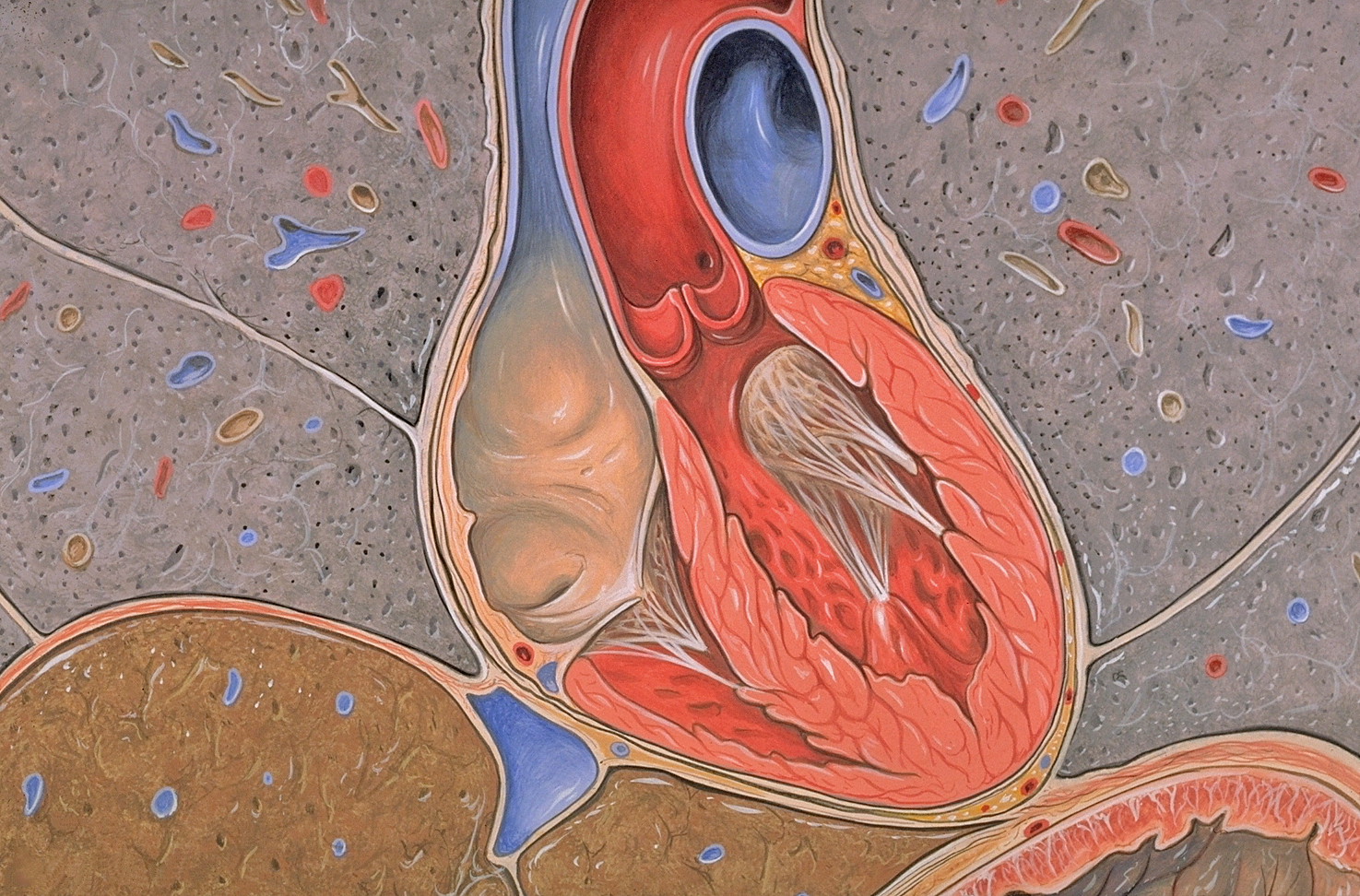
심장과 폐의 단면을 나타낸 그림. 힘줄끈이 보인다.

심방의 수축기 동안 혈액은 압력 차이를 따라 심방에서 심실로 흐른다. 방실판막이 이때 열리므로 힘줄끈은 이완한다.
심실은 심실 수축기 동안 수축하며 압력이 증가하고, 이로 인해 양쪽 방실판막은 거의 동시에 밀리며 닫히게 된다. 이 덕분에 혈액이 심방으로 역류하는 것을 방지할 수 있다. 심방의 혈압은 심실보다 훨씬 낮기 때문에 정상적인 상태에서 판막은 심방 쪽으로 뒤집히지 않는다. 힘줄끈이 긴장하여 판막을 당기고 닫힌 채로 유지하여 판막의 탈출증을 방지한다.

## 임상적 중요성

### 힘줄끈 파열
심장판막증으로 인해 힘줄끈이 파열될 수 있다. 힘줄끈이 파열되면 심각한 승모판 역류로 이어질 수 있다.

### 낙하산 승모판
승모판의 모든 힘줄끈이 하나의 꼭지근에만 붙으면 낙하산 승모판(parachute mitral valve)이 발생한다. 이로 인해 어린 나이에 승모판 협착이 생긴다. 낙하산 승모판은 희귀한 선천성 심장병으로, 종종 승모판 역류의 원인이 되지만 아무 증상도 나타내지 않을 수도 있다.

## 추가 이미지

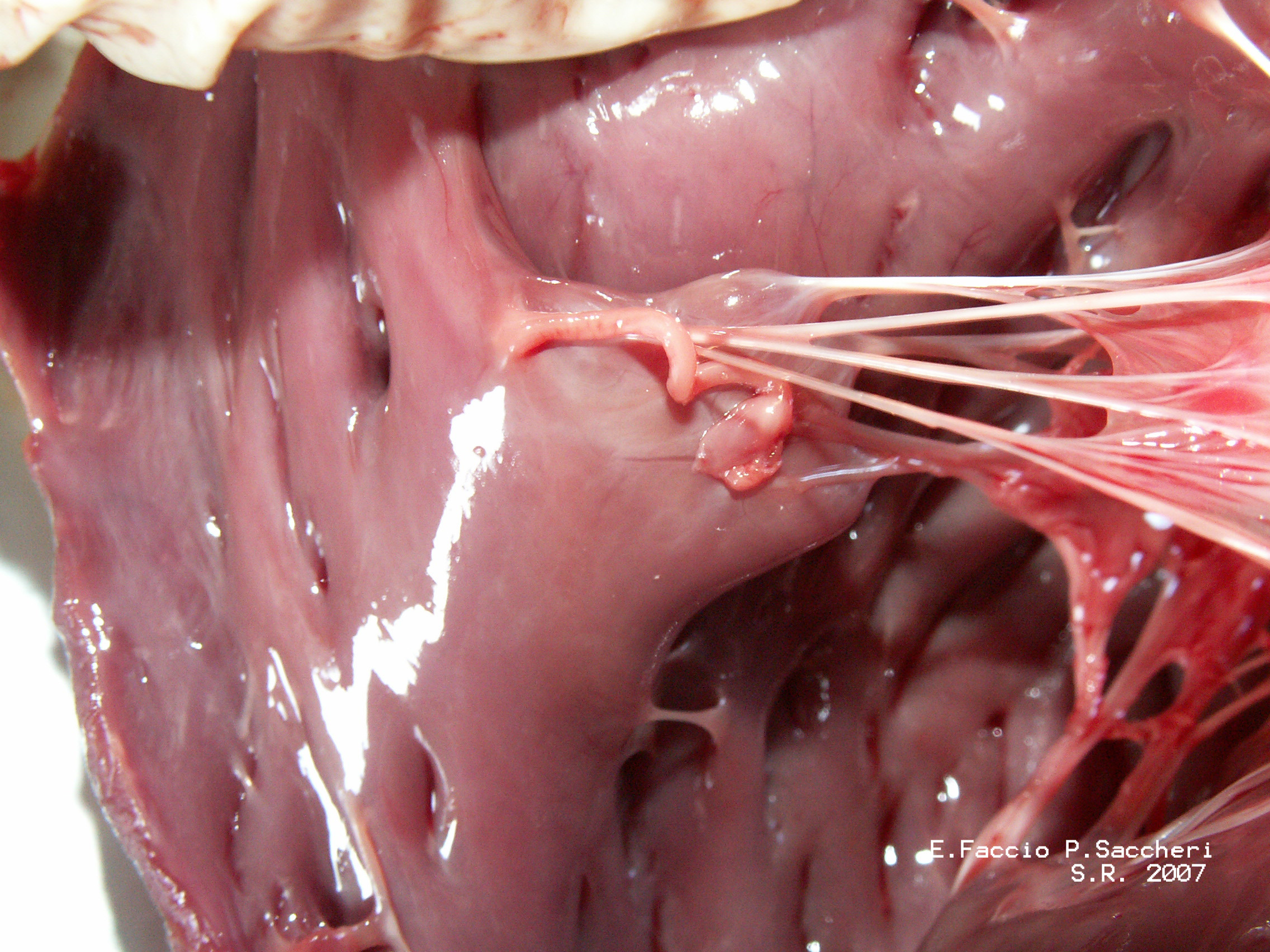
힘줄끈과 꼭지근
- 비정상 힘줄끈을 보여주는 초음파 영상.[13]

## 같이 보기
- 심장주기
- 꼭지근육